# 오타키촌 (시가현)
오타키촌(大滝村)은 시가현 이누카미군에 설치되었던 촌이다.